# Mufasa (песня)
Mufasa — песня нигерийского певца Tekno, выпущенная 23 февраля 2022 года на лейблах PWRS и Cartel Entertainment. Пенсю написал Tekno, продюсером выступил Юнг Уиллис.
Песня получила в основном положительные отзывы от музыкальных критиков и возглавила Apple Music в чартах «Top 100» Нигерии, и дебютировала на 23 месте в чарте TurnTable Top 50.

## Предыстория
Tekno возвращается после отказа от своего дебютного альбома Old Romance, чтобы объявить о выпуске песни «Mufasa». Песня характеризуется как афропоп-песня с элементами R&B. Музыкальное видео было выпущено в тот же день, 23 февраля 2022 года.

## Реакция
Видео дебютировало в чарты «Naija Top 20 Soundcity», а также в официальном чарте «Naija Top 10 MTV Base». Песня достигла 23 места в чарте «TurnTable Top 50» и провела одну неделю. OkayAfrica описывает стиль «на элементах, которые он обычно осваивает, афро-фьюжн-перкуссия, световые синтезаторы и сильную вокальную подачу» и включает её в лучшие нигерийские песни месяца (февраль).

## История релиза
| Регион         | Дата            | Формат                     | Лейбл                     | Ref.   |
| -------------- | --------------- | -------------------------- | ------------------------- | ------ |
| Разные регионы | 23 февраля 2022 | Цифровая загрузка стриминг | PWRS Cartel Entertainment | [ 14 ] |